# Nędza
Pour les articles homonymes, voir Nędza (homonymie).
Nędza est un village de la voïvodie de Silésie et du powiat de Racibórz. Il est le siège de la gmina de Nędza et comptait 3 344 habitants en 2008.